# County of Barrhead No. 11
Das County of Barrhead No. 11 ist einer der 63 „municipal districts“ in Alberta, Kanada. Der Verwaltungsbezirk gehört zur „Census Division 13“ und ist er Teil der Region Zentral-Alberta. Der Bezirk als solches wurde zum 9. Dezember 1912 eingerichtet (incorporated als „Large Local Improvement District 668“) und sein Verwaltungssitz befindet sich in der Kleinstadt Barrhead.
Der Verwaltungsbezirk ist für die kommunale Selbstverwaltung in den ländlichen Gebieten sowie den nicht rechtsfähigen Gemeinden, wie Dörfern und Weilern und Ähnlichem, zuständig. Für die Verwaltung der Kleinstädte (englisch Town) in seinen Gebietsgrenzen ist er nicht zuständig.

## Lage
Der „Municipal District“ liegt im nördlichen Zentrum der kanadischen Provinz Alberta, etwa 100 Kilometer nordwestlich von Edmonton. Nach Norden/Nordwesten wird der Bezirk über weite Strecken vom Athabasca River begrenzt. Während im Süden die Bezirksgrenze über einen Teil dem Pembina River folgt, bevor dieser den Bezirk durchquert.
Die Hauptverkehrsachsen des Bezirks sind der in Nord-Süd-Richtung verlaufende Alberta Highway 33 sowie der in Ost-West-Richtung verlaufenden Alberta Highway 18.
Mit dem Thunder Lake Provincial Park befindet sich einer der Provincial Parks in Alberta im Bezirk.
| Woodlands County |                                             |                 |
|                  | Kompassrose, die auf Nachbargemeinden zeigt | Westlock County |
|                  | Lac Ste. Anne County                        | Sturgeon County |

## Bevölkerung
| Jahr | Erhebung          | Einwohner | Änderung | Fläche (km²) | Bev.-dichte (EW/km²) |
| ---- | ----------------- | --------- | -------- | ------------ | -------------------- |
| 2021 | Volkszählung 2021 | 5877      | - 6,5 %  | 2.385,28     | 2,5                  |
| 2016 | Volkszählung 2016 | 6228      | + 3,1 %  | 2.406,25     | 2,6                  |
| 2011 | Volkszählung 2011 | 6096      | + 4,3 %  | 2.404,70     | 2,5                  |

## Gemeinden und Ortschaften
Folgende Gemeinden liegen innerhalb der Grenzen des Verwaltungsbezirks:
- Stadt (City): keine
- Kleinstadt (Town): Barrhead
- Dorf (Village): keine
- Weiler (Hamlet): Campsie, Manola, Neerlandia, Thunder Lake

Außerdem bestehen noch weitere, noch kleinere Ansiedlungen und zahlreiche Einzelgehöfte. Weiterhin liegen im Bezirk auch mehrere Kolonien der Hutterer. Diese Kolonien haben eine dorfähnliche Struktur und in der Regel 100 bis 150 Einwohnern. 